# Église Saint-André d'Antey-Saint-André
L'église Saint-André est une église catholique située à Antey-Saint-André, en Vallée d'Aoste, dans l'Italie nord-occidentale.

## Localisation
L'église se situe dans le village de Bourg, chef-lieu de la commune d'Antey-Saint-André.

## Historique
La construction de l'église remonte au milieu du XVe siècle. En 1547, deux chapelles sont ajoutées. Le clocher, isolé, est érigé très probablement vers 1555 sur les vestiges d'une ancienne maison forte médiévale. Au cours du XIXe siècle, l'église est profondément remaniée, avec l'ajout, entre autres, des deux nefs latérales en 1869.

## Architecture
La façade principale présente un contrefort en pierre de chaque côté, et un portail gothique de pierre gravée. Le clocher, qui se dresse isolé devant l'entrée de l'église, présente un plan carré de six mètres de côté. Les murs de la tour laissent entrevoir les deux phases de construction, la première desquelles est constituée de pierres carrées, même de grande taille, et correspond aux vestiges de l'ancienne maison forte médiévale. La deuxième, qui commence à titre indicatif à partir de la base de l'horloge située sur la façade, a été réalisée vers 1555. Le clocher, surmonté d'une flèche octogonale, accueille les cloches, visibles depuis l'extérieur à travers des fenêtres géminées surmontées d'un arc, présentes sur les quatre côtés. Sur le front, orienté vers midi, on trouve une ouverture située à quelques mètres du sol qu'on peut atteindre par un escalier en pierre, correspondant à l'entrée originaire de la maison forte.

## Mobilier
La tribune de l'orgue, qui remonte au XIXe siècle, est réalisée avec des panneaux en bois de noyer gravés qui représentent des instruments musicaux et des feuilles.

## Galerie d'images

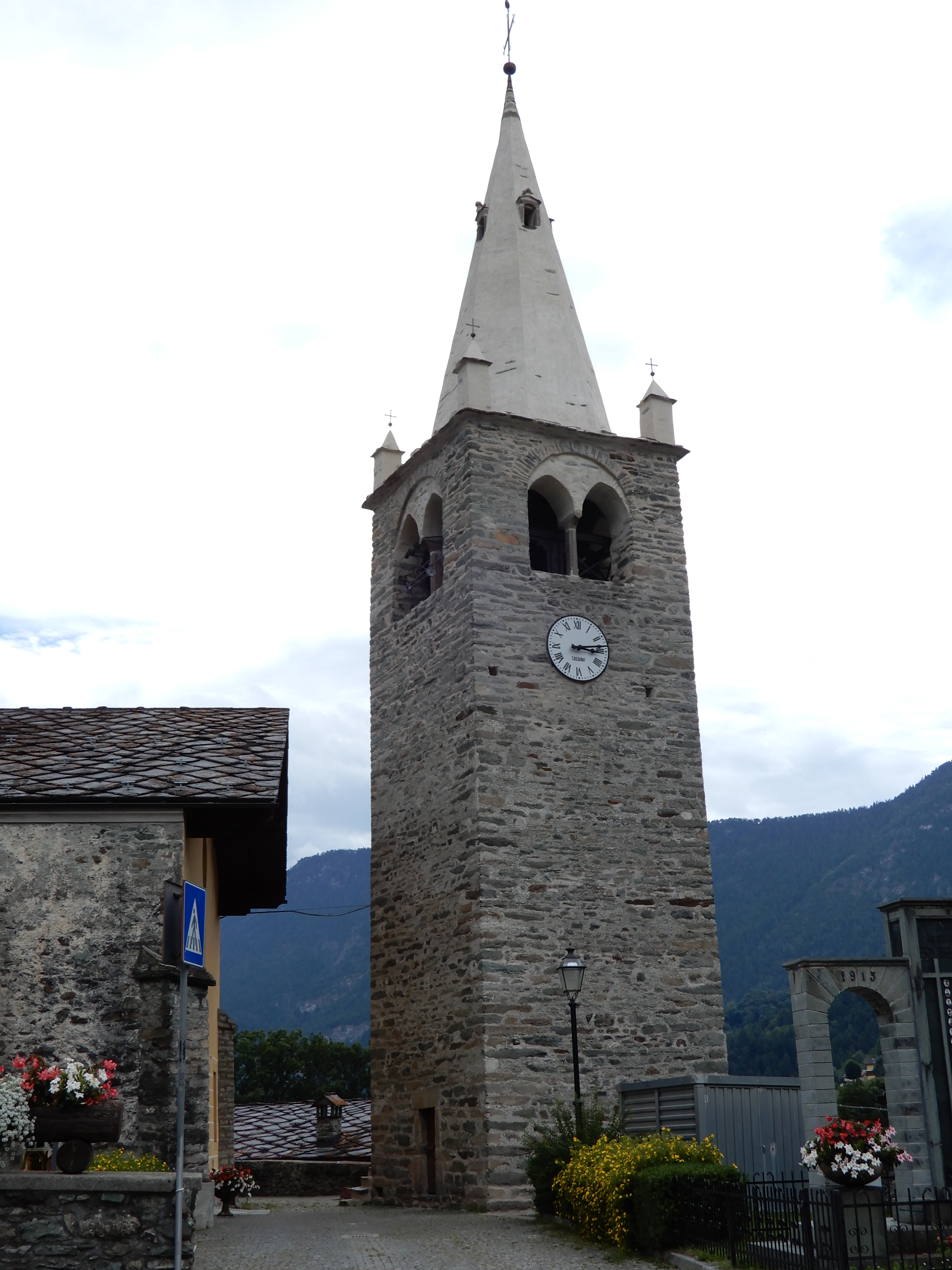
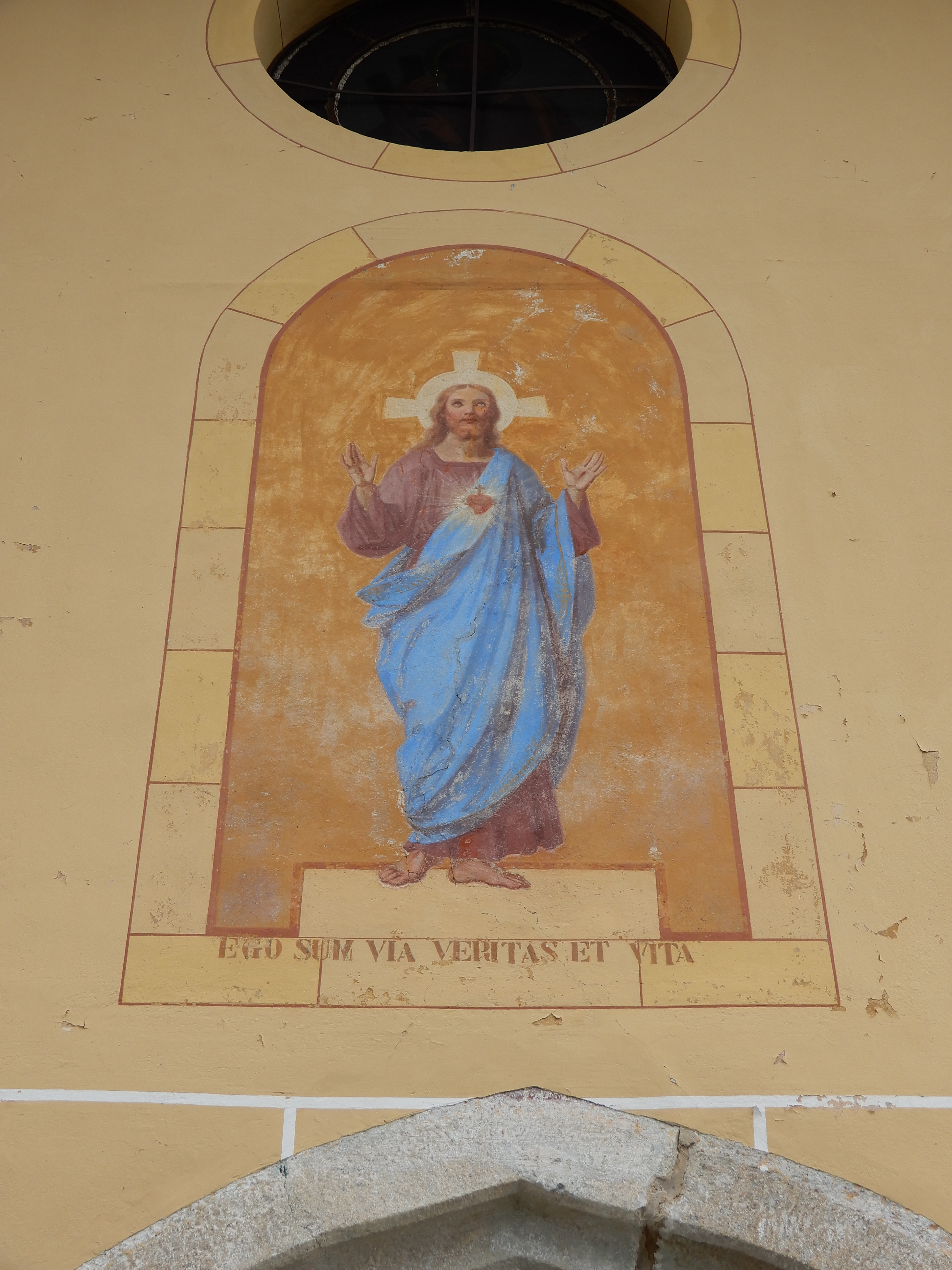
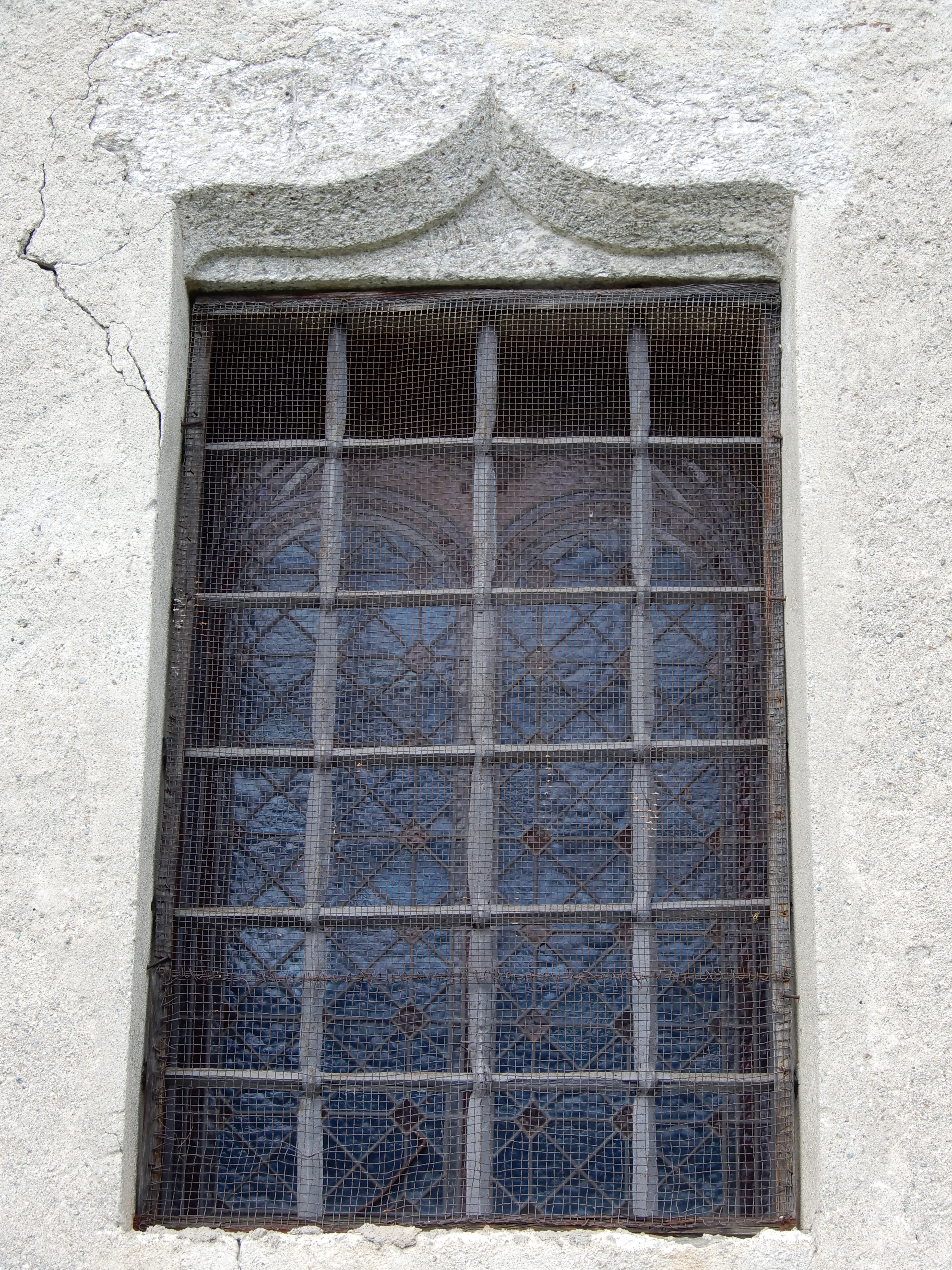